# Vesle
Die Vesle [vɛl] ist ein Nebenfluss der Aisne in Frankreich; damit gehört sie zum übergeordneten Einzugsgebiet der Seine. Die Vesle durchquert hauptsächlich das Département Marne, in dem sie auch entspringt. Ihr Mündungsbereich liegt im Département Aisne.
Der Name stammt vermutlich von Vidula, was im Gallischen für Waldfluss steht.

## Verlauf
Die Quelle des Fließgewässers liegt in Somme-Vesle, etwa 15 km östlich von Châlons-en-Champagne. Von dort aus fließt die Vesle durchgehend in nordwestlicher Richtung, bis sie nach rund 139 Kilometern nahe Condé-sur-Aisne, östlich von Soissons, als linker Nebenfluss in die Aisne mündet. 
Zwischen Sept-Saulx und Reims verläuft sie parallel zum Canal de l’Aisne à la Marne. An ihrem Mittellauf fließt sie am Regionalen Naturpark Montagne de Reims vorbei.

## Gewässerqualität
In der zweiten Hälfte des 20. Jahrhunderts war die Vesle extrem belastet – mit erheblichen negativen Auswirkungen auf Fauna und Flora. Dieser Zustand hat sich erst durch den Bau eines Klärwerkes in Reims (1963) sukzessive verbessert; 1999 wurde dieses durch eine neue Anlage ersetzt, die auch strengeren Gewässerschutzrichtlinien (ISO 9002) gerecht wird.

## Orte am Fluss
(Reihenfolge in Fließrichtung)
- Somme-Vesle
- Courtisols
- L’Épine
- Sillery
- Reims
- Muizon
- Jonchery-sur-Vesle
- Fismes
- Braine